# Истек
Истек — деревня в Сунском районе Кировской области в составе  Большевистского сельского поселения.

## География
Находится на расстоянии примерно 16 км по  прямой на северо-запад от районного центра поселка  Суна.

## История
Известна была с 1764 года как починок  Истековский,  где проживало 47 монастырских крестьян (Успенского Трифонова монастыря). В 1873 году здесь учтено было дворов 10 и жителей 59, в 1905 15 и 97, в 1926 16 и 97, в 1950 23 и 72. В 1989 году оставалось 12 постоянных жителей. 

## Население
Постоянное население  составляло 8 человек (русские 100%) в 2002 году, 3 в 2010.